# 신스탈린주의

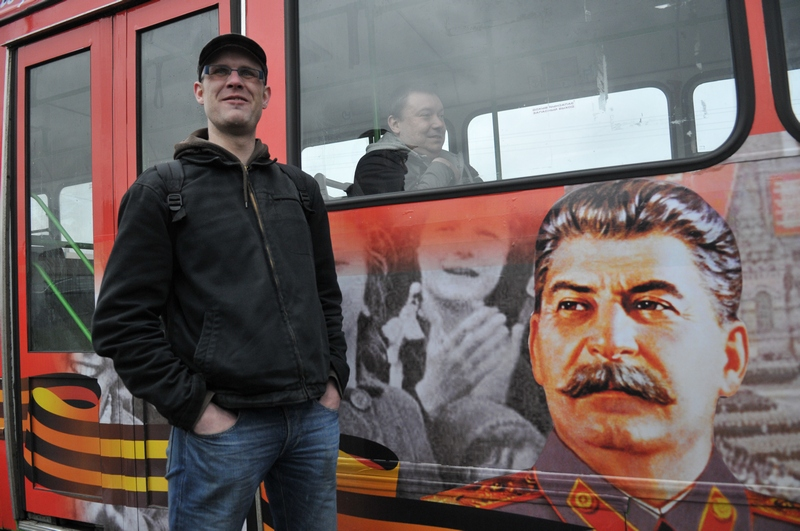
샹트페테르부르크에 있는 스탈린이 그려진 버스

신스탈린주의(러시아어: Неосталинизм)는 이오시프 스탈린의 역할을 긍정적으로 평가하며, 스탈린주의에 대한 향수를 통해 발전한 반수정주의적 마르크스-레닌주의 경향이다.
일각에서는 신스탈린주의를 단순히 스탈린 차하의 소련을 그리워하는 구소련 국가의 국민들 사이에서 형성된 향수라고 치부하나, 이는 전통적인 스탈린주의와 명백히 다른 측면이 있다.

## 배경
1956년 니키타 흐루쇼프에 의해 공식적으로 스탈린 격하 운동이 추진되었고, 이오시프 스탈린에 대한 비판이 쏟아져 나왔다. 훗날 레오니트 브레즈네프는 흐루쇼프의 비판이 과장되었다고 인정했으나, 결코 스탈린주의로 다시 회귀하지는 않았다.
브레즈네프는 스탈린을 비판하거나 변호하기보다는 자신만의 사상을 수립하기를 원했고, 스탈린에 대한 점진적인 복권이 이루어졌다.
1986년부터 미하일 고르바쵸프는 페레스트로이카와 글라스노스트를 추진했는데 이 일련의 과정에는 스탈린에 대한 비판이 포함되었다. 고르바쵸프의 등장으로 소련에서 스탈린은 다시 비판의 대상이 되었지만 고르바쵸프의 잘못된 정책으로 인해 소련의 해체가 발생하면서 스탈린에 대한 긍정적인 재평가의 필요성이 대두되었다.
특히 소련 해체 이후 대부분의 구소련 국가들은 매우 심각한 정치적, 경제적, 사회적 위기를 겪게 되었는데 이는 신스탈린주의가 발상한 배경으로 알려져 있다.

## 정의
신스탈린주의는 시대에 따라 다양하게 해석되어 왔다. 과거 서구권의 정치인들은 전체주의적 양상을 보이는 동구권 공산국가를 신스탈린주의로 치부하였으나, 신스탈린주의로 지목된 스탈린주의와 무관하다는 비판의 목소리가 있었고 결국 이 견해는 의미를 잃게 되었다.
오늘날에 신스탈린주의는 현대 사회에 맞게 수정된 반수정주의적 마르크스-레닌주의이거나, 구소련 국가에서 소비에트 연방과 이오시프 스탈린을 그리워하는 향수를 일컫는 말이라고 해석된다. 그러나 전자에 경우 스탈린주의로의 무조건적인 회귀를 주장하는 반면, 후자의 경우에는 몇몇 요소의 거부가 있기 때문에 구소련 국가들을 제외하면 신스탈린주의가 서로 같은 의미로 사용되지 않는다.

## 현재
2008년 말 러시아 정부는 스탈린의 지지도를 알아보기로 했는데 절반이 스탈린을 찬성한다라고 답했다. 그들은 스탈린이 소련을 최고의 나라로 이끌어 나갔다고 믿었다. 그리고 이러한 현상에 대한 원인은 러시아의 경제난에 있다고 학자들은 분석하였다.

## 같이 보기
- 러시아 연방 공산당
- 국민볼셰비키당
- 반수정주의
- 반스탈린주의 좌파
- 스탈린 격하 운동
- 소련 국민주의